# 丞相
丞相（じょうしょう）は、古代中国の戦国時代以降のいくつかの王朝で、君主を補佐した最高位の官吏を指す。今日における、元首が政務を総攬する国（大統領制の国や君主が任意に政府要職者を任命できる国）の首相に相当する。

## 呼称
秦の荘襄王の即位に多大な功績のあった呂不韋や、漢の高祖（劉邦）をその旗揚げ以来、ずっと補佐してきた蕭何と曹参のような、大功臣が丞相職につく場合には、それに敬意を表する意味で「相国」と呼ばれる。鎌田重雄のように、春秋戦国時代に相邦の権威が高まり、君主権を干犯しかねない状況が相次いだので、副宰相というべき「丞相」が設けられ、これが宰相を指すことになっていったと主張する研究者もいるが、詳細は不明である。
丞相が2名置かれた場合は、それぞれ「右丞相」「左丞相」と呼ばれた。王朝によって上下関係に違いがあり、秦漢では右が上、魏晋以降は左が上となった。宦官がこの官職に就く場合は、中人（宦官）の丞相という事で「中丞相」と呼ばれた。

### 日本での異称
日本では飛鳥時代の末期に中国の律令制度が伝えられ、徐々に国家機構が整備されていった。行政・立法・司法を統括する最高国家機関として太政官が設置され、その長官である左大臣・右大臣はそれぞれ唐名で「左丞相」・「右丞相」などと称する事があった。例えば右大臣菅原道真を「菅丞相」と呼ぶなどである。

## 歴史

### 秦
丞相の起源は戦国時代であり、百官の長とされた。丞相の官名を初めて使ったのは秦の武王であり、左右の丞相を置く事もあり、時に単独で相邦が立つこともあった。秦の統一後は左丞相と右丞相のみが置かれ、秦・漢の時代は右丞相の地位が左丞相より高く、魏・晋の時代になると両者の立場は逆転した。宦官が丞相を務める際は中丞相と呼ばれ、代表的な人物が趙高である。

### 漢
前漢の丞相は御史大夫・太尉とあわせた三公の首位で、初期には権威と声望が高く、名実ともに官僚機構の頂点にあった。武帝が皇帝の専制を強めると、皇帝の側近くにある侍中や、皇帝の文書事務を扱う尚書が政務の中心となり、丞相の権威は低下した。前漢の哀帝の元寿2年（紀元前1年）に丞相は大司徒と改称され、丞相の名称は廃止された。
前漢では各地に封建された諸侯王の宰相も丞相と呼ばれたが、景帝の中元5年（紀元前145年）に諸侯王の丞相は「相」と改称され、王朝の丞相と区別されるようになった（歴史用語としては諸侯相と呼んで区別される）。
後漢の三公は太尉・司徒・司空で、丞相はない。その後、実質的な魏の建国者である曹操が、後漢末の建安13年（208年）に丞相を復活させ、自らその地位に就いた。

### 三国・魏晋
三国時代には、魏・蜀・呉のすべてに丞相が置かれた。蜀に諸葛亮が1人だけ就任した。諸葛亮の死後、丞相職は置かれなかった。ただし、蔣琬と費禕は大将軍や録尚書事などの高官職をすべて兼務して丞相とほぼ同じ職権を有していた。諸葛亮は北伐中に政務を司る漢中の丞相府と、成都にあって留守中の丞相の政務を代行する留府を設置し、それぞれに長史・司馬などの属僚が任命された。呉では丞相職が長い間置かれていたが、主に顧問の役割を果たし、実権は上大将軍・大将軍・大司馬の軍職が継承した。魏ではその始祖の曹操自身が丞相と呼ばれていて、丞相が長い間置かれず、後期になって司馬懿が丞相に任ぜられたが固辞している。後にその子の司馬昭が相国に任ぜられ、司馬昭の子の司馬炎がこれを継いだ。司馬炎はこれを足がかりに魏王朝を禅譲（簒奪）した。

## 中国王朝などの丞相就任者
秦
- 樗里疾
- 甘茂
- 楼緩
- 公子池
- 金受
- 魏章
- 魏冄
- 羋戎
- 燭寿
- 范雎
- 徐詵
- 呂不韋
- 昌文君
- 昌平君
- 隗状
- 王綰
- 李斯
- 馮去疾
- 趙高

趙
- 張耳
- 邵騒

前漢
劉望
- 陳茂

劉玄
- 劉賜
- 李松
- 曹竟

劉盆子
- 徐宣

後漢
三国
西晋、東晋
十六国
南朝
北朝
隋
- 李淵（大丞相）
- 宇文化及（大丞相）

隋末唐初の群雄
- 梁師都

吐谷渾
- 宣王

唐（李重福）
- 鄭愔（左丞相）
- 張霊均（右丞相）

唐（尚書礼射改）
- 張説（右→左丞相）
- 源乾曜（左丞相）
- 宋璟（右丞相）
- 蕭嵩（右丞相）
- 裴耀卿（左丞相）
- 張九齢（右丞相）

後唐
- 豆盧革（行台左丞相）
- 盧程（行台右丞相）

呉
- 徐温（大丞相）
- 徐知誥（大丞相）

南唐
- 宋斉丘（左丞相）
- 徐玠（右丞相）

楚
- 姚彦章（左丞相）
- 許徳勲（右丞相）

呉越
- 銭元瓘
- 杜建徽（左丞相）
- 曹仲達
- 沈崧
- 皮光業
- 銭弘佐
- 陸仁章
- 仰仁詮
- 林鼎
- 郭師従
- 呉程
- 元徳昭
- 銭弘倧
- 銭弘俶
- 銭弘億
- 呉延福
- 銭惟濬
- 裴堅
- 鮑修譲
- 沈虎子
- 崔仁冀

遼
- 趙延寿（大丞相）
- 韓徳譲（大丞相）
- 張倹（左丞相）

宋（尚書礼射改）
- 虞允文
- 梁克家
- 曽懐
- 葉衡
- 史浩
- 趙雄
- 王淮
- 周必大
- 留正
- 葛邲
- 趙汝愚
- 余端礼
- 京鏜
- 謝深甫
- 陳自強
- 韓侂冑
- 銭象祖
- 史弥遠
- 鄭清之
- 喬行簡
- 崔与之
- 李宗勉
- 史嵩之
- 范鍾
- 杜范
- 游似
- 趙葵
- 謝方叔
- 呉潜
- 董槐
- 程元鳳
- 丁大全
- 賈似道
- 程元鳳
- 葉夢鼎
- 江万里
- 馬廷鸞
- 王爚
- 章鑑
- 陳宜中
- 留夢炎
- 呉堅
- 文天祥
- 李庭芝
- 陸秀夫

金（尚書礼射改）
- 完顔希尹
- 韓企先
- 訛魯観
- 斡啜
- 胡魯
- 賽里
- 烏野
- 迪古乃
- 蕭仲恭
- 阿魯
- 完顔秉徳
- 唐括弁
- 大皋
- 劉筈
- 耨盌温敦思忠
- 神土懣
- 烏帯
- 奔睹
- 張浩
- 僕散思恭
- 蔡松年
- 蕭裕
- 蕭玉
- 僕散忠義
- 斡論
- 李石
- 胡沙虎
- 完顔宗憲
- 紇石烈志寧
- 完顔守道
- 唐括安礼
- 石琚
- 徒単合喜
- 烏古論元忠
- 完顔璟
- 徒単克寧
- 完顔襄
- 夾谷清臣
- 完顔宗浩
- 僕散端
- 徒単鎰
- 徒単公弼
- 高琪
- 高汝礪
- 完顔賽不

元（中書丞相）
- 禡禡
- 不花
- 忽魯不花
- 史天沢
- 耶律鋳
- 線真
- 塔察児
- 忽都察児
- 安童
- 伯顔（バアリン部）
- 甕吉剌帯
- 和礼霍孫
- 桑哥
- 完沢
- 哈喇哈孫
- 阿忽台
- 乞台普済
- 三宝奴
- 答剌海
- 塔思不花
- 脱虎脱
- 鉄木迭児
- 阿散
- 禿忽魯
- 伯答沙
- 拝住
- 旭邁杰
- 塔失帖木児
- 倒剌沙
- 燕鉄木児
- 別不花
- 帖木児不花
- 伯顔（メルキト部）
- 撒敦
- 唐其勢
- 鉄木児不花
- 馬札児台
- 脱脱
- 別児怯不花
- 阿魯図
- 朶児只
- 鉄木児塔識
- 賀惟一
- 汪家奴
- 定住
- 哈麻
- 搠思監
- 紐的該
- 太不花
- 孛羅帖木児
- 王保保
- 伯撒里
- 沙藍答里
- 帖里帖木児
- 完者帖木児
- 也速
- 失列門
- 慶童

明（中書丞相）
- 李善長
- 徐達
- 汪広洋
- 胡惟庸

太平天国（六官丞相）
- 秦日綱
- 陳承瑢
- 曽水源
- 林鳳祥
- 曽釗揚
- 李開芳
- 李秀成
- 羅苾芬
- 黄再興
- 劉承芳
- 胡以晃
- 黄啓芳
- 涂鎮興
- 張遂謀
- 蒙得恩
- 張潮爵
- 吉文元
- 曽錦発
- 林紹璋
- 藍成春
- 黄玉崑
- 何震川
- 周勝坤
- 曽立昌
- 周勝富
- 頼漢英
- 陳仕保
- 陳仕章
- 曽錦謙
- 朱錫琨
- 盧賢抜
- 曽天養
- 黄益芸
- 鍾廷生
- 陳仕栄
- 白暉懐
- 鍾廷元
- 陳宗勝
- 羅大綱
- 陳宗揚
- 賓福寿
- 陳玉成
- 許宗揚
- 林啓栄
- 陳亨容